# هادسن (اوهایو)
هادسِن(به انگلیسی: Hudson) شهری در ایالت اوهایو کشور ایالات متحده آمریکا است که جمعیت آن در سرشماری سال ۲۰۱۰ میلادی، ۲۲٬۲۶۲ نفر بوده است.